# Epixanthops casellatoi
Epixanthops casellatoi is een krabbensoort uit de familie van de Xanthidae. De wetenschappelijke naam van de soort is voor het eerst geldig gepubliceerd in 1984 door Serène.